# Liste der Baudenkmäler in Hiltenfingen
Auf dieser Seite sind die Baudenkmäler in der schwäbischen Gemeinde Hiltenfingen zusammengestellt. Diese Tabelle ist eine Teilliste der Liste der Baudenkmäler in Bayern. Grundlage ist die Bayerische Denkmalliste, die auf Basis des Bayerischen Denkmalschutzgesetzes vom 1. Oktober 1973 erstmals erstellt wurde und seither durch das Bayerische Landesamt für Denkmalpflege geführt wird. Die folgenden Angaben ersetzen nicht die rechtsverbindliche Auskunft der Denkmalschutzbehörde.

## Baudenkmäler
| Lage                                   | Objekt                                | Beschreibung | Akten-Nr.             | Bild           |
| -------------------------------------- | ------------------------------------- | --- | --------------------- | -------------- |
| Augsburger Straße 3 (Standort)         | Katholische Pfarrkirche St. Silvester | lisenen- bzw. pilastergegliederter Saalbau mit eingezogenem Chor und nördlich freistehendem Turm mit Spitzhelm, Turmunterbau um 1220, 1490 und um 1710 erhöht, Langhaus im Kern um 1490, Umgestaltung, 2. Hälfte 17. Jahrhundert, Langhaus 1725 von Michael Stiller vergrößert, Chor 1788/89 von Martin Stiller; mit Ausstattung | D-7-72-157-1 Wikidata | weitere Bilder |
| Augsburger Straße 41 (Standort)        | Katholische Kapelle St. Leonhard      | Saalbau mit stark eingezogenem Chor und Dachreiter mit Zeltdach, Chor 2. Hälfte 15. Jahrhundert, Langhaus 1. Hälfte 16. Jahrhundert (1548?); mit Ausstattung. | D-7-72-157-2 Wikidata | weitere Bilder |
| Kirchweg 4 (Standort)                  | Pfarrhaus                             | Satteldachbau, 1711/12 von Georg Hübler erbaut. | D-7-72-157-5 Wikidata | weitere Bilder |
| Reiterteile, an der Wertach (Standort) | Wegkapelle                            | Rechteckbau mit Stichbogenöffnung und Satteldach, 1919 | D-7-72-157-8 Wikidata | weitere Bilder |

## Ehemalige Baudenkmäler
In diesem Abschnitt sind Objekte aufgeführt, die früher einmal in der Denkmalliste eingetragen waren, jetzt aber nicht mehr. Objekte, die in anderem Zusammenhang also z. B. als Teil eines Baudenkmals weiter eingetragen sind, sollen hier nicht aufgeführt werden. Aktennummern in diesem Abschnitt sind ehemalige, jetzt nicht mehr gültige Aktennummern.

| Lage                                 | Objekt                  | Beschreibung                                                           | Akten-Nr.             | Bild           |
| ------------------------------------ | ----------------------- | ---------------------------------------------------------------------- | --------------------- | -------------- |
| Mittelneufnacher Straße 2 (Standort) | Gasthaus Goldene Traube | langgestreckter zweigeschossiger Satteldachbau, Anfang 19. Jahrhundert | D-7-72-157-7 Wikidata | weitere Bilder |